# 25075 Kiyomoto
25075 Kiyomoto este un asteroid din centura principală de asteroizi.

## Descriere
25075 Kiyomoto este un asteroid din centura principală de asteroizi. A fost descoperit pe 28 august 1998 la Socorro, New Mexico, în cadrul proiectului LINEAR. Asteroidul prezintă o orbită caracterizată de o semiaxă mare de 2,78 ua, o excentricitate de 0,17 și o înclinație de 5,6° în raport cu ecliptica.